# 雷起龍 (天啟進士)
雷起龍（？—？），號雨田，四川成都府井研縣竈籍。

## 生平
万历四十六年（1618年）戊午科四川乡试举人，天啓五年（1625年）乙丑科進士，授芜湖县知县，崇祯十二年（1639年）官至长沙府知府。
子雷琯，顺治五年举人，官至衢州知府。
從兄雷起剑，號雨津，崇祯甲戌进士，官兵部郎中。起剑长子雷珽，字元方，號笏山，官吴江、泌阳知县。